# Pedreira (Tomar)
Pedreira ist ein Ort und eine ehemalige Gemeinde (Freguesia) im portugiesischen Kreis Tomar. Die Gemeinde hatte 543 Einwohner (Stand 30. Juni 2011).
Am 29. September 2013 wurden die Gemeinden Pedreira und Além da Ribeira zur neuen Gemeinde União das Freguesias de Além da Ribeira e Pedreira zusammengeschlossen.